# 赫基默 (紐約州村)
赫基默（英語：Herkimer）是位於美國紐約州赫基默縣的村。

## 人口
根據2020年美國人口普查的數據，赫基默的面積為7.00平方千米，當中陸地面積為6.70平方千米，而水域面積為0.30平方千米。當地共有人口7234人，而人口密度為每平方千米1,033人。